# Bitwa pod Pogonią

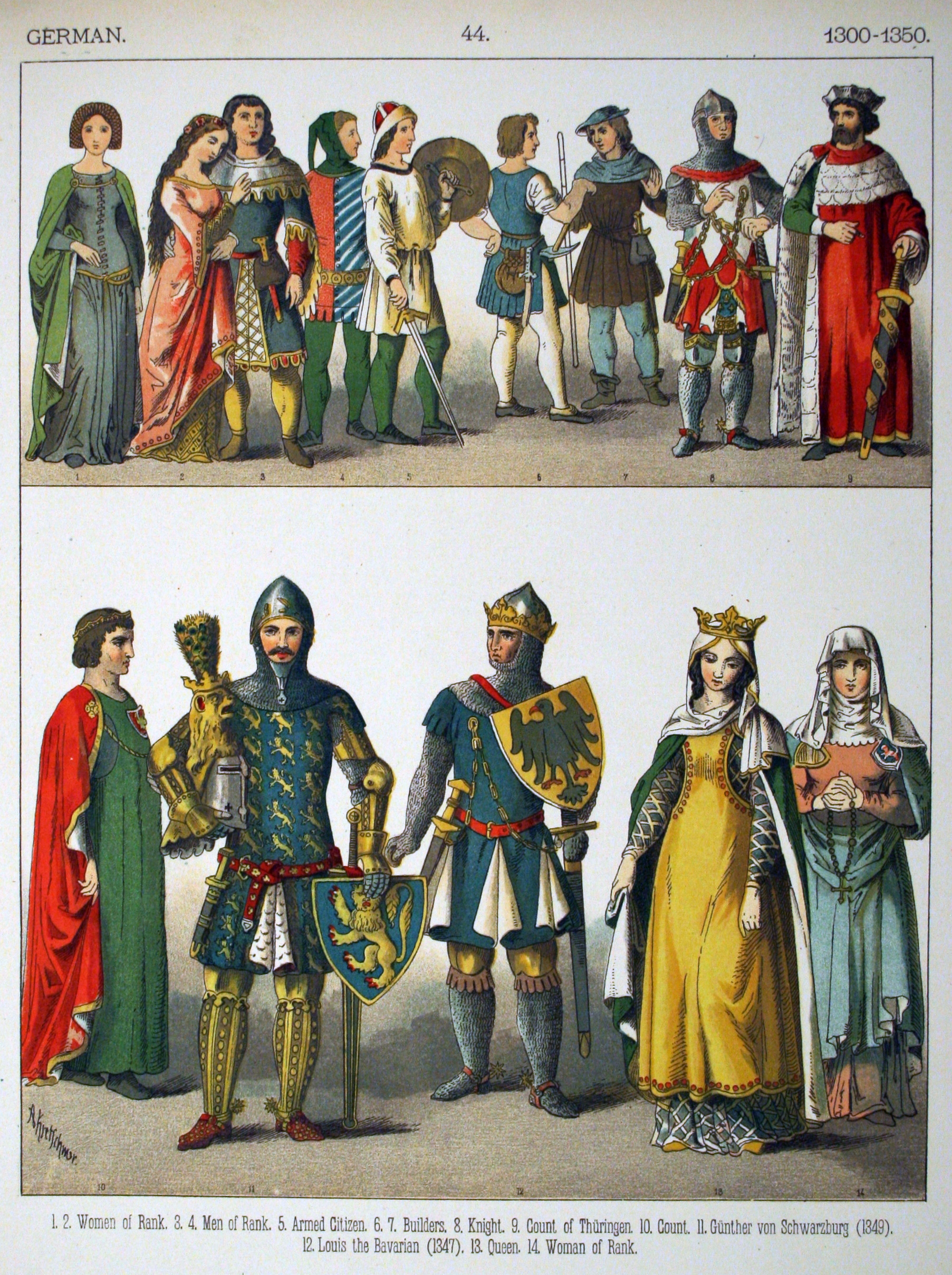
Rycerze pomiędzy latami 1300-1350

Bitwa pod Pogonią – miała miejsce w lipcu 1345 roku podczas wojny polsko-czeskiej o Śląsk.
Starcie oddziałów polskich wspomaganych przez rycerstwo węgierskie z siłami czeskimi Jana Luksemburskiego, Jan Długosz umiejscowił we wsi Pogoń, koło Będzina. Przypuszcza się, że miejscem tego starcia mogła być też wieś Przeginia koło Olkusza. Sprzeczność jest też co do uczestnictwa  w niej króla polskiego Kazimierza Wielkiego. Według Kalendarza Krakowskiego rozbite pod Pogonią koło Będzina siły czeskie był oddziałami wysłanymi przez króla czeskiego w czasie oblężenia Krakowa, w celu pustoszenia ziemi krakowskiej. A więc bitwa ta mogła mieć podobny charakter  jak  starcie pod Lelowem. Według innej hipotezy bitwa rozegrała się po odstąpieniu Czechów od murów Krakowa, a zwycięskimi oddziałami polsko-węgierskimi walczącymi na polach Pogoni z wycofującymi się z Polski siłami Jana Luksemburskiego dowodził sam Kazimierz Wielki.

## Literatura
- Wyrozumski J., Kazimierz Wielki wyd. Ossolineum 1986, s. 110.
- Jasienica P., Polska Piastów wyd. PIW 1988, s. 216.
- Wielka Historia Polski cz. 1320-1506, wyd. Pinexx 1999, s. 37